# Los Sabinos, San Lorenzo Texmelúcan
Los Sabinos är en ort i Mexiko.   Den ligger i kommunen San Lorenzo Texmelúcan och delstaten Oaxaca, i den sydöstra delen av landet, 400 km sydost om huvudstaden Mexico City. Los Sabinos ligger 1 594 meter över havet och antalet invånare är 103.
Terrängen runt Los Sabinos är kuperad åt nordväst, men åt sydost är den bergig. Terrängen runt Los Sabinos sluttar västerut. Runt Los Sabinos är det glesbefolkat, med 15 invånare per kvadratkilometer. Närmaste större samhälle är El Arador, 4,1 km nordväst om Los Sabinos. I omgivningarna runt Los Sabinos växer i huvudsak städsegrön lövskog.